# Служба информации и безопасности Республики Молдова
Слу́жба информа́ции и безопа́сности Респу́блики Молдо́ва (СИБ) (рум. Serviciul de Informaţii şi Securitate al Republicii Moldova, SIS) — государственный орган, специализированный в области обеспечения национальной безопасности путем осуществления всех надлежащих мер разведки и контрразведки, сбора, обработки, проверки и использования информации, необходимой для знания, предупреждения и пресечения любых действий, которые в соответствии с законом представляют внутреннюю или внешнюю угрозу независимости, суверенитету, единству, территориальной целостности, конституционному порядку, демократическому развитию, внутренней безопасности государства, общества и граждан, государственности Республики Молдова, стабильному функционированию жизненно важных отраслей национальной экономики как на территории Республики Молдова, так и за ее пределами.
Служба информации и безопасности (СИБ) является специализированным государственным органом, который несет прямую ответственность за обеспечение государственной безопасности Республики Молдова. В связи с этим деятельность СИБ будет подчинена необходимости обеспечения функциональной и многоуровневой безопасности, предотвращения информационно-подрывной деятельности из-за рубежа, предупреждения антиконституционной деятельности группировок и формирований как внутри страны, так и за ее пределами, борьбы с организованной преступностью и проявлениями коррупции, подрывающими безопасность государства, борьбы с терроризмом, а также необходимости обеспечения экономической стабильности страны и защиты национального оборонного потенциала.
Цель деятельности СИБ состоит в обеспечении внутренней и внешней безопасности, защите конституционного порядка, национальной экономической системы и обороноспособности, борьбе с терроризмом и другими угрозами для государственной безопасности посредством профилактических и специальных мер невоенного характера.
Для достижения указанной цели и осуществления общей цели государственной политики в области национальной безопасности СИБ добывает, проверяет, оценивает, сохраняет и использует информацию, необходимую для знания, предупреждения и пресечения любых действий, которые представляют или могли бы представлять угрозу для суверенитета, независимости, безопасности, конституционного порядка и территориальной целостности Республики Молдова, а также данные о событиях и их развитии за пределами страны, которые необходимо учитывать при разработке внешней, оборонной и экономической политики Республики Молдова. Служба информации и безопасности предупреждает и противодействует подрывным стремлениям, нацеленным против Республики Молдова, насильственным подрывным действиям против государственных демократических институтов, другим действиям, представляющим угрозу для государственной безопасности; принимает меры по предупреждению и борьбе с преступлениями террористического характера, действиями по финансированию и материальному обеспечению террористических актов и другой экстремистской деятельности; формирует и обеспечивает безопасность функционирования правительственных систем связи, защиту и предотвращение разглашения информации, относящейся к государственной тайне; обеспечивает создание, функционирование и развитие криптографических и технических систем защиты информации; принимает контрразведывательные меры в рамках закона.

## История

### Министерство национальной безопасности
- 1991, 9 сентября — Указом Президента № 196 упраздняется Комитет государственной безопасности Республики Молдова и создается Министерство национальной безопасности Республики Молдова.
- 1991, 16 сентября — Правительство Республики Молдова утверждает основные задачи и структуру МСН. Охрана государственной границы является одним из основных полномочий Министерства национальной безопасности.
- 1992, 6 апреля — Утверждено Положение о МСН Республики Молдова.
- 1993, 11 августа — Указом Президента № 125 «Об Управлении контрразведки» Управление контрразведки переводится из Министерства обороны Республики Молдова в Министерство национальной безопасности, находясь в непосредственном подчинении Верховного главнокомандующего вооруженными силами.
- 1995, 31 октября — Парламент Республики Молдова принимает Законы о государственной безопасности[3] и органах государственной безопасности[4], обнародованные 31 января 1997 года Президентом Республики Молдова.
- 1997, 9 сентября — по случаю 6-й годовщины создания МСН Республики Молдова Указом Президента[5] учрежден профессиональный праздник — День работников органов государственной безопасности.

### Служба информации и безопасности Республики Молдова
- 1999, 16 ноября — Законом № 676-XIV Республики Молдова Министерство национальной безопасности преобразовано в Службу Информации и Безопасности (СИБ) Республики Молдова, специализированный государственный орган в области государственной безопасности.
- 1999, 23 декабря — Парламент Республики Молдова принимает Закон № 753-XIV о Службе Информации и Безопасности[6], устанавливающий основные задачи и обязанности этого учреждения.
- 2000, 18 января — Департамент пограничных войск выведен из состава СИБ и реорганизован в обособленный орган государственной власти.
- 2002, 10 сентября — Постановлением Правительства № 1192[7] в рамках Службы на основе Центра подготовки кадров СИБ создан Национальный Институт Информации и Безопасности со статусом высшего учебного заведения.
- 2005, 22 июля — Закон № 177-XVI о внесении изменений в Закон № 753-XIV от 23 декабря 1999 года о Службе разведки и безопасности Республики Молдова, который внес изменения в Закон, изложил в новой редакции задачи Службы, исключив полномочия по осуществлению уголовного преследования.
- 2006, 13 ноября — на основании Постановления Правительства Республики Молдова № 1295[8] создается Антитеррористический Центр Службы Информации и Безопасности Республики Молдова — орган, уполномоченный направлять, координировать и осуществлять меры по борьбе с терроризмом.
- 2007, 19 июля — Парламент Молдовы утвердил Закон № 170 о статусе офицера информации и безопасности[9].
- 2009, 10 февраля — Постановлением Правительства № 124[10] Национальному институту информации и безопасности было присвоено имя «Bogdan Întemeietorul Moldovei» .
- 2010, 13 февраля — на основании Постановления Правительства Республики Молдова № 84 о передаче государственного предприятия[11] Центр специальных телекоммуникаций (ЦСТ) передается из под управления Службы информации и безопасности Республики Молдова в управление Государственной канцелярии (ЦСТ был создан при СИБ 11 июня 2002 года — Постановлением Правительства Республики Молдова № 735 о специальных телекоммуникационных системах Республики Молдова — для защиты важной для государства информации, создания, администрирования и обеспечения функционирования и развития специальных национальных телекоммуникационных систем).

## Руководство
НКВД Молдавской ССР
- Генерал Николай Сазыкин (7 августа 1940 — 26 февраля 1941)

Наркомат государственной безопасности Молдавской ССР
- Генерал Иосиф Мордовец (1944 — 15 марта 1946)

Министерство государственной безопасности Молдавской ССР
- Генерал-майор Иосиф Мордовец (15 марта 1946 — 6 мая 1954)

КГБ Молдавской ССР
- Генерал-майор Иосиф Мордовец (6 мая 1954 — 30 марта 1955)
- Полковник Андрей Прокопенко (30 марта 1955 — 11 июля 1959)
- Генерал-майор Иван Савченко (11 июля 1959 — 14 февраля 1967)
- Генерал-майор Пётр Чвертко (2 марта 1967 — 20 ноября 1975)
- Генерал-лейтенант Аркадий Рагозин (17 декабря 1975 — 19 января 1979)
- Генерал-лейтенант Гавриил Волков (19 января 1979 — 23 января 1989)
- Генерал-лейтенант Георгий Лавранчук (23 января 1989 — 23 июня 1990)
- Генерал-майор Фёдор Ботнарь (23 июня 1990 — 29 августа 1991)
- Полковник Анатолий Плугару[рум.] (29 августа 1991 — 9 сентября 1991)

Министерство национальной безопасности Республики Молдова
- Полковник Анатолий Плугару[рум.] (9 сентября 1991 — 1 июля 1992)
- Генерал Василий Калмой[рум.] (1 июля 1992 — 24 января 1997)
- Генерал Фёдор Ботнарь (25 января 1997 — 11 мая 1999)
- Валерий Пасат (11 мая 1999 — 21 декабря 1999)

Служба информации и безопасности Республики Молдова
- Валерий Пасат (21 декабря 1999 — 21 декабря 2001)
- Генерал Ион Урсу[рум.] (21 декабря 2001 — 1 ноября 2007)
- Артур Решетников (1 ноября 2007 — 11 сентября 2009)
- Михай Георге (25 сентября 2009 — 13 октября 2011)
- Валентин Дедю (18 октября 2011 — 25 октября 2012)
- Михаил Балан[рум.] (25 октября 2012 — 21 декабря 2017)
- Виталий Пырлог (21 декабря 2017 — 22 февраля 2018)
- Василий Ботнарь[рум.] (3 мая 2018 — 25 июня 2019)
- Александр Есауленко (25 июня 2019 — 2 июня 2022)
- Александру Мустяцэ (с 2 июня 2022)

## Функции службы
На службу при обеспечении национальной безопасности возлагаются следующие функции:
- а) выработка и реализация в пределах ее полномочий системы мер, направленных на выявление, предупреждение и пресечение следующих действий, которые в соответствии с законодательством представляют угрозу для безопасности государства, общества и личности:
  - действия, направленные на насильственное изменение конституционного строя, подрыв или уничтожение суверенитета, независимости и территориальной целостности страны (Эти действия не могут быть истолкованы в ущерб политическому плюрализму, реализации конституционных прав и свобод человека.);
  - деятельность, прямо или косвенно способствующая развертыванию боевых действий против страны или развязыванию гражданской войны;
  - вооруженные или иные насильственные действия, подрывающие государственные устои;
  - действия, направленные на насильственное свержение законно избранных органов публичной власти;
  - действия, способствующие возникновению чрезвычайных ситуаций на транспорте, в связи и на объектах жизнеобеспечения;
  - шпионаж, то есть передача сведений, составляющих государственную тайну, другим государствам, а также незаконное получение или хранение сведений, составляющих государственную тайну, с целью передачи их другим государствам или антиконституционным структурам;
  - предательство, выражающееся в оказании помощи другому государству в проведении враждебной деятельности против Республики Молдова;
  - действия, ущемляющие конституционные права и свободы граждан и представляющие угрозу государственной безопасности;
  - посягательство на жизнь, здоровье и неприкосновенность высших должностных лиц страны и зарубежных государственных и общественных деятелей во время пребывания их в Республике Молдова;
  - хищение и контрабанда оружия, боеприпасов, боевой техники, взрывчатых, радиоактивных, отравляющих, наркотических, токсичных и иных веществ, их незаконное производство, использование, транспортировка и хранение, если при этом затрагиваются интересы обеспечения государственной безопасности;
  - создание незаконных организаций или групп, представляющих угрозу государственной безопасности, либо участие в их деятельности;
  - действия, представляющие внешнюю или внутреннюю угрозу стабильному функционированию жизненно важных отраслей национальной экономики;
- b) охрана государственной тайны, контроль за обеспечением хранения и предупреждения утечки информации, составляющей государственную тайну, и другой важной для государства информации;
- с) создание правительственных систем связи, обеспечение их функционирования и безопасности, разработка стратегий и проведение национальной политики в области создания, управления, обеспечения функционирования и безопасности специальных систем связи;
- d) осуществление деятельности по борьбе с терроризмом, финансированием и материальным обеспечением террористических актов;
- e) техническое обеспечение прослушивания переговоров, осуществляемых посредством сетей электронных коммуникаций, с использованием специальных технических средств, подключенных в случае необходимости к оборудованию поставщиков сетей и/или услуг электронных коммуникаций;
- f) осуществление оценки институциональной неподкупности в соответствии с требованиями Закона об оценке институциональной неподкупности № 325 от 23 декабря 2013 года[14];
- g) обеспечение дипломатической и фельдъегерской связи в соответствии с законом.

## Обязанности и права Службы и ее сотрудников

### Обязанности Службы
Служба обязана:
- a) информировать Парламент, Президента Республики Молдова, Правительство и другие органы публичной власти по вопросам, затрагивающим интересы государственной безопасности;
- b) добывать разведывательную информацию в интересах обеспечения безопасности Республики Молдова, повышения ее экономического, научно-технического и оборонного потенциала, создания условий для осуществления ее внешней и внутренней политики;
- c) выявлять, предупреждать и пресекать разведывательно-подрывную деятельность специальных служб и организаций других государств, а также отдельных лиц, направленную на нанесение ущерба безопасности Республики Молдова;
- d) выявлять, предупреждать и пресекать преступления, уголовное преследование по которым отнесено законодательством к ведению Службы, осуществлять розыск лиц, совершивших или подозреваемых в совершении таких преступлений;
- e) осуществлять меры по контрразведывательному обеспечению Министерства обороны, Министерства внутренних дел, иных законных воинских формирований, а также контрольных и таможенных органов;
- f) обеспечивать руководство страны, министерств, ведомств и других органов публичной власти, в том числе за рубежом, правительственной, шифрованной, засекреченной и иными видами связи в соответствии с установленным Правительством перечнем; организовывать и обеспечивать безопасную эксплуатацию этих видов связи;
- g) обеспечивать в пределах своих полномочий безопасность объектов оборонного комплекса, финансово-банковской системы, энергетики, транспорта, связи и объектов жизнеобеспечения, информационных систем и систем связи, научных разработок;
- h) осуществлять контроль за обеспечением сохранности сведений, составляющих государственную тайну; участвовать в разработке и реализации мер по защите сведений, составляющих государственную тайну, в органах публичной власти, воинских формированиях, на предприятиях, в учреждениях и организациях независимо от их вида собственности; в установленном порядке осуществлять меры, связанные с допуском граждан к сведениям, составляющим государственную тайну;
- i) на основании обращений руководителей органов публичной власти осуществлять в определенном законодательством порядке проверку кандидатов на замещение должностей в органах публичной власти и представлять сведения о них;
- j) проводить совместно с другими органами публичной власти мероприятия по обеспечению безопасности учреждений Республики Молдова, расположенных на территории других государств, и граждан Республики Молдова, находящихся за ее пределами;
- k) участвовать в пределах своих полномочий и во взаимодействии с Пограничной полицией, подведомственной Министерству внутренних дел, в обеспечении контроля государственной границы Республики Молдова;
- l) оказывать имеющимися силами и средствами, в том числе техническими, помощь в борьбе с преступностью органам внутренних дел, другим правоохранительным органам;
- m) выявлять радиоизлучения передающих радиоэлектронных средств, работа которых представляет угрозу государственной безопасности;
- n) участвовать в соответствии с законодательством в решении вопросов, касающихся приема в гражданство Республики Молдова и выхода из него, въезда в страну и выезда за ее пределы граждан республики, иностранцев, а также соблюдения режима пребывания иностранцев в стране;
- o) поддерживать мобилизационную готовность Службы, формировать потребность и вести учет резерва личного состава;
- p) в пределах своих полномочий планировать и осуществлять мероприятия и представлять уполномоченным органам информацию, необходимую для обеспечения военной безопасности государства;
- q) при объявлении осадного или военного положения в пределах своих полномочий согласовывать с Генеральным штабом Вооруженных сил меры по поддержанию режима осадного или военного положения и участвовать в обеспечении оборонительных операций;
- r) обеспечивать дипломатическую связь и осуществлять контроль обмена сведениями, отнесенными к государственной тайне и служебной информации, между Министерством иностранных дел и европейской интеграции и дипломатическими представительствами и консульскими учреждениями Республики Молдова за рубежом;
- s) обеспечивать оперативную доставку в соответствии с законом парламентской, президентской, правительственной и дипломатической корреспонденции, отправлений, содержащих государственные или коммерческие секреты органов публичного управления, а также корреспонденции глав государств и глав правительств государств-участников Межправительственного соглашения о Фельдъегерской службе Содружества Независимых Государств.

### Права Службы
Служба в пределах полномочий имеет право:
- a) осуществлять в соответствии с законодательством оперативно-розыскные мероприятия;
- b) осуществлять в целях предупреждения преступлений, отнесенных законодательством к ведению Службы, профилактические мероприятия;
- c) привлекать в установленном законодательством порядке на гласной и негласной основе (в том числе в качестве внештатных сотрудников) отдельных лиц с их согласия к содействию в выполнении возложенных на Службу функций. Полномочия внештатных сотрудников определяются ведомственными актами Службы;
- d) в пределах, необходимых для проведения оперативно-розыскных мероприятий, использовать по договору или устному соглашению служебные помещения и иное имущество государственных предприятий, учреждений и организаций, воинских формирований, а также помещения и иное имущество граждан;
- e) использовать в случаях острой необходимости в служебных целях средства связи, принадлежащие предприятиям, учреждениям и организациям независимо от их вида собственности, а также общественным объединениям и гражданам, с их согласия;
- f) использовать в случаях, не терпящих отлагательства, транспортные средства, принадлежащие предприятиям, учреждениям и организациям независимо от их вида собственности, а также общественным объединениям и гражданам, кроме принадлежащих иностранным учреждениям и лицам, обладающим дипломатическим иммунитетом. По требованию владельцев транспортных средств Служба возмещает им расходы либо причиненный ущерб в установленном законодательством порядке;
- g) осуществлять административное задержание лиц, совершивших правонарушения, связанные с попытками проникновения и проникновением на специально охраняемые территории особорежимных объектов и иных охраняемых объектов, а также проверять у этих лиц документы, удостоверяющие их личность, получать от них объяснения, осуществлять их личный досмотр, досмотр и изъятие их вещей и документов; составлять протоколы об административных правонарушениях;
- h) вносить в органы публичной власти, администрации предприятий, учреждений и организаций независимо от их вида собственности, а также в общественные объединения обязательные для исполнения представления об устранении причин и условий, способствующих реализации угрозы государственной безопасности;
- i) получать безвозмездно от органов публичной власти, предприятий, учреждений и организаций независимо от их вида собственности информацию, необходимую для выполнения возложенных на Службу функций;
- j) разрабатывать государственные шифры и технические средства шифрования, выполнять шифровальные работы в Службе, а также осуществлять контроль за соблюдением режима секретности при обращении с шифрованной информацией в шифровальных подразделениях органов публичной власти, предприятий, учреждений и организаций независимо от их вида собственности;
- k) создавать в установленном законодательством порядке предприятия, учреждения, организации и подразделения, необходимые для выполнения возложенных на Службу функций и обеспечения ее деятельности;
- l) привлекать по согласованию с Министерством внутренних дел его силы и средства для проведения мероприятий по обеспечению государственной безопасности;
- m) создавать гласные и негласные подразделения специального назначения для выполнения возложенных на Службу функций;
- n) проводить научно-технические и другие исследования, относящиеся к полномочиям Службы;
- o) в определенном Правительством порядке прикомандировывать офицеров информации и безопасности к органам публичной власти, государственным предприятиям, учреждениям и организациям, а также, с согласия их руководителей, к частным предприятиям, учреждениям и организациям, для замещения должностей с оставлением их на специальной службе;
- p) осуществлять внешние сношения со специальными службами и правоохранительными органами других государств; заключать в установленном порядке и в пределах своих полномочий международные договоры;
- q) иметь официальных представителей Службы в других государствах по согласованию со специальными службами или с правоохранительными органами этих государств в целях повышения эффективности борьбы с преступлениями международного характера;
- r) осуществлять меры по обеспечению собственной безопасности;
- s) использовать в целях конспирации документы, зашифровывающие личность должностных лиц, ведомственную принадлежность подразделений, организаций, помещений и транспортных средств органов, осуществляющих оперативно-розыскную деятельность, а также лиц, сотрудничающих с этими органами на негласной основе;
- t) проводить научные исследования по проблемам государственной безопасности;
- u) создавать рабочие группы в составе офицеров информации и безопасности и специалистов, приглашенных из других органов публичной власти, для проведения исследований по важнейшим проблемам обеспечения государственной безопасности;
- v) осуществлять подготовку и переподготовку кадров Службы, в том числе за рубежом, готовить на компенсационной или безвозмездной основе кадры для специальных служб других государств;
- w) осуществлять в соответствии с законом проверку безопасности посредством выдачи и отзыва заключений на работников дипломатических представительств и консульских учреждений;
- x) доставлять в соответствии с законом корреспонденцию органов публичного управления и хозяйствующих субъектов (в том числе секретную).

## Зачисление в службу
На должность офицера информации может быть назначено лицо, которое соответствует всем нижеследующим требованиям:
           a) достигло возраста 21 года и обладает полной дееспособностью;
           b) является гражданином Республики Молдова и не имеет гражданства другого государства;
           c) предано Республике Молдова;
           d) имеет необходимые профессиональную подготовку и квалификацию, годно к службе по медицинским и психофизиологическим показаниям;
           e) соответствует критериям безопасности;
            f) владеет румынским языком;
           g) обязуется до зачисления в службу отказаться, по обстоятельствам, от членства в партии, другой общественно-политической организации, руководящем органе хозяйствующего субъекта или от статуса его учредителя, а также от любого другого статуса, несовместимого со статусом офицера информации.
Требования, касающиеся профессиональной подготовки, квалификации, медицинских и психофизиологических показателей, а также критерии безопасности, применяемые при замещении должности офицера информации, устанавливаются нормативным актом Службы.
Не может быть назначено на должность офицера информации лицо, которое:
           a) не соответствует вышеизложенным требованиям;
           b) достигло предельного возраста зачисления на службу – 40 лет, за исключением установленных нормативным актом Службы случаев необходимости ее комплектования кадрами дефицитных специальностей при условии непревышения предельного возраста пребывания на службе;
           c) является подозреваемым, обвиняемым, подсудимым или осужденным;
           d) лишено окончательным судебным решением права занимать должности в органах публичной власти;
           e) имеет судимости, в том числе погашенные или снятые судебной инстанцией.
           f) за последние пять лет имеет в регистре тестирования профессиональной неподкупности записи относительно отрицательного результата теста на профессиональную неподкупность за нарушение обязанности, предусмотренной пунктом а) части (2) статьи 7 Закона об оценке институциональной неподкупности № 325 от 23 декабря 2013 года
           g) не имеет право занимать государственную должность или ответственную государственную должность в силу запрета, вытекающего из констатирующего акта Национального органа по неподкупности
Лицо, которое по каким-либо причинам не может быть принято на государственную службу, не принимается и на должность офицера информации.
Для замещения должности офицера информации кандидат представляет:
           a ) заявление, автобиографию и заполненную анкету;
           b) удостоверение личности;
           c) трудовую книжку, кроме случаев поступления на работу впервые;
           d) документ воинского учета – для лиц призывного возраста и резервистов;
           e) диплом об образовании, свидетельство о квалификации, подтверждающее специальную подготовку, – для должностей, требующих особых знаний и навыков;
           f) декларацию об имуществе и личных интересах;
           g) справку об отсутствии судимостей.

## Антитеррористический центр службы информации и безопасности
Антитеррористический центр — это государственный орган, подчиненный Службе информации и безопасности, уполномоченный непосредственно осуществлять деятельность по предупреждению и борьбе с терроризмом, координировать и направлять меры, принимаемые в этой области компетентными государственными органами. В своей деятельности Антитеррористический центр руководствуется Конституцией Республики Молдова, законодательством в области предупреждения и борьбы с терроризмом, нормативными актами СИБ, международными договорами, стороной которых является Республика Молдова, а также Регламентом Антитеррористического центра Службы разведки и безопасности.

### Задачи Антитеррористического центра СИБ
- a) координирование мер по предупреждению и борьбе с терроризмом, осуществляемых уполномоченными органами публичной власти;
- a)1 борьба с терроризмом посредством проведения мер по предупреждению, выявлению и пресечению террористической деятельности, в том числе международной;
- a)2 сбор, анализ и обобщение информации, полученной в рамках осуществляемой деятельности, о потенциальных рисках и угрозах экстремистско-террористического характера.
- b) анализ хода проведения антитеррористических мероприятий органами публичной власти, осуществляющими деятельность по предупреждению и борьбе с терроризмом, оценка сил, привлеченных к реализации национальной антитеррористической политики, и представление предложений по обеспечению их соответствия реальным условиям;
- c) оценка факторов риска и террористических угроз национальной безопасности Республики Молдова, накопление и анализ информации о состоянии, динамике и тенденциях распространения феномена терроризма и других экстремистских проявлений;
- d) разработка и введение в действие национальной системы оповещения в случае террористической угрозы, определение уровня террористической угрозы на территории Республики Молдова;
- e) анализ информации из различных источников в отношении процессов и событий, касающихся терроризма, и информирование уполномоченных органов публичной власти об оперативной обстановке в сфере предупреждения и борьбы с терроризмом;
- f) осуществление прогнозирования развития оперативной обстановки в сфере предупреждения и борьбы с терроризмом на национальном и международном уровнях;
- g) проверка состояния антитеррористической защищенности объектов стратегической важности и представление предложений по повышению уровня их безопасности;
- h) определение уровня защищенности от террористических атак дипломатических представительств иностранных государств в Республике Молдова и дипломатических представительств Республики Молдова в иностранных государствах, осуществление взаимодействия в этих целях с уполномоченными органами публичной власти и представление соответствующих предложений по повышению этого уровня;
- i) создание и администрирование специализированного банка данных о состоянии, динамике и тенденциях распространения международного терроризма, о террористах, террористических организациях, в том числе международных, их лидерах, о лицах, вовлеченных в осуществление деятельности данных организаций, о физических и юридических лицах, оказывающих помощь террористам, в том числе финансовую;
- j) разработка и согласование проектов нормативных актов и международных договоров в сфере предупреждения и борьбы с терроризмом, анализ национальной правовой основы и представление соответствующих предложений по выполнению положений международных договоров, внедрению стандартов и рекомендаций в данной сфере;
- k) обобщение национальной и международной практики по предупреждению и борьбе с терроризмом, представление предложений по ее использованию в деятельности уполномоченных органов публичной власти;
- l) обеспечение обмена информацией с органами публичной власти, осуществляющими деятельность по предупреждению и борьбе с терроризмом, с аналогичными международными и иностранными антитеррористическими структурами, осуществление иных форм сотрудничества;
- m) взаимодействие с лицами уполномоченных органов публичной власти, ответственными за осуществление мер национальной антитеррористической политики, в целях эффективного координирования данных мер;
- n) оказание помощи уполномоченным органам публичной власти в реализации мер по предупреждению терроризма, взаимодействие со средствами массовой информации и гражданским обществом в целях осуществления антитеррористических мер, воспитания неприятия экстремистских и террористических идеологий;
- o) оказание помощи органам публичной власти, осуществляющим деятельность по борьбе с терроризмом, в организации подготовки и обучения специалистов антитеррористических подразделений;
- p) оказание помощи в подготовке и проведении оперативно-тактических и командных специальных учений, организуемых на местном, национальном, региональном и международном уровнях;
- q) участие в подготовке и проведении научно-практических конференций и семинаров, а также обмен опытом по антитеррористической тематике;
- r) предпринимает другие специальные меры по предупреждению и борьбе с терроризмом в соответствии с компетенцией Службы, установленной законодательством.

## Национальный институт информации и безопасности
Национальный институт информации и безопасности «Bogdan Întemeietorul Moldovei» (ИНИС) был создан с целью организации подготовки, переподготовки и повышения квалификации кадров в области национальной безопасности. Согласно Постановлению Правительства № 1192/2002, ИНИС получил статус высшего учебного заведения.
Миссия Национального Института Информации и Безопасности заключается в содействии начальной и непрерывной профессиональной подготовке сотрудников СИБ, обеспечении начальной и непрерывной подготовки в области специальной розыскной деятельности сотрудников других государственных учреждений, ответственных за обеспечение национальной безопасности, а также подготовке лиц в органах государственной власти и других юридических лиц, ответственных за защиту информации отнесенной к государственной тайне. ИНИС также постоянно занимается проведением исследований и изысканий в области безопасности.